# Danshøj station

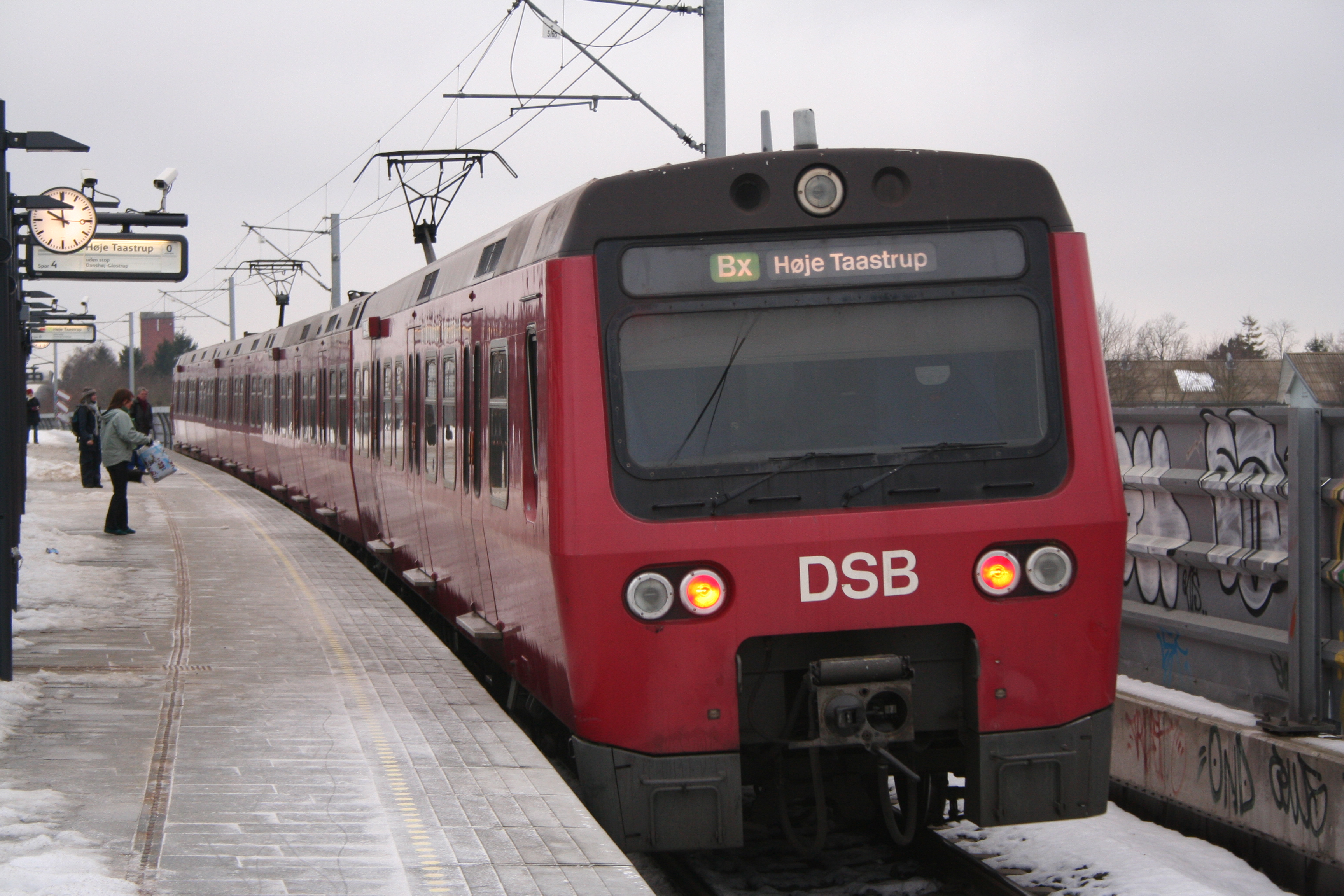
Tåg på den övre nivån.

Danshøj station är en dansk järnvägsstation i Valby i sydvästra Köpenhamn. Vid stationen stannar endast Köpenhamns S-tåg. Här korsar Høje Taastrup-banen (Linje B & B+) Ringbanen (Linje F) i en tvåplans rätvinklig korsning.
Stationen som öppnade den 8 januari 2005 är en utpräglad bytesstation, och saknar både bussanslutningar och parkeringsplatser. Den ligger inte heller i direkt anslutning till någon gata, utan nås via gång- och cykelbanor.